# هواشناسی گرمی
ایستگاه هواشناسی گرمی یک ایستگاه هواشناسی سینوپتیک است که در شهر گرمی استان اردبیل واقع شده‌است. این ایستگاه یکی از اصلی‌ترین ایستگاه‌های بین‌المللی سینوپتیک استان اردبیل است.

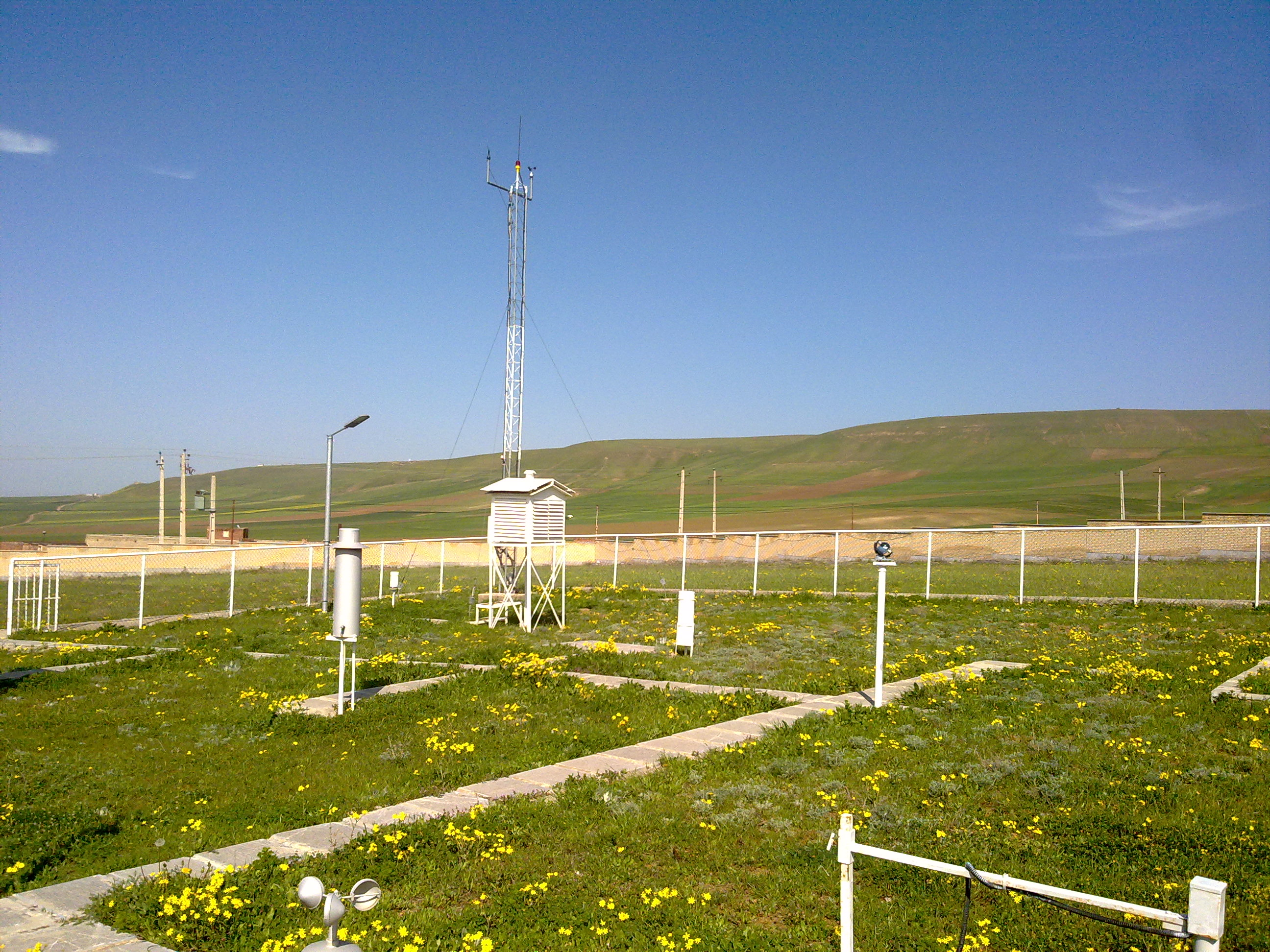
ایستگاه هواشناسی در گرمی، اردبیل

## تاریخچه
تلاشهای جدی به منظور ایجاد ایستگاه هواشناسی در شهرستان گرمی از سال ۱۳۷۹ آغاز شده در بهار سال ۱۳۸۰ به ثمر نشست و سازمان هواشناسی کشور کارشناسانی را جهت مکان یابی و خرید زمین به شهرستان گرمی اعزام و زمین ایستگاه هواشناسی گرمی خریداری گردیده پس از طی مراحل قانونی ساخت ایستگاه آغاز و در بهمن ۱۳۸۲ شروع به فعالیت آزمایشی نمود.
ایستگاه هواشناسی سینوپتیک شهرستان گرمی در روز بیستم اردیبهشت سال ۱۳۸۳ با حضور مقامات محلی بطور رسمی افتتاح و به شبکه ایستگاه‌های سازمان هواشناسی کشور پیوست.

## موقعیت جغرافیایی
ایستگاه هواشناسی سینوپتیک شهرستان گرمی در زمینی به مساحت تقریبی یک هکتار در غرب شهرستان گرمی در عرض جغرافیایی ۳۹٫۰۳ و طول جغرافیایی ۴۸٫۰۳ با ارتفاع ۷۴۹ متر از سطح دریا واقع شده است که از سمت شمال به کوه‌های خروسلوداغی و از سمت جنوب به تپه بلندیهای روستای رحیملی گرمی و از سمت شرق به شهرستان گرمی و از غرب به شهرک ولیعصر و دریاچه سد گیلارلو محدود می‌شود.

## نوع ایستگاه
ایستگاه هواشناسی گرمی یک ایستگاه سینوپتیک تکمیلی ۱۲ ساعته با کد بین‌المللی یا شناسه ۴۰۷۱۴ است.

## فعالیت‌ها
فعالیت‌های ایستگاه هواشناسی سینوپتیک شهر گرمی شامل اندازه‌گیری درجه حرارت خشک و تر، حداکثر و حداقل دمای هوا، سرعت باد، جهت باد، میزان بارش، مقدار ابر، میزان تبخیر، دماهای اعماق خاک، دمای حداقل سطح زمین، مقدار ساعات آفتابی (تابش خورشید)، اندازه‌گیری میزان بارندگی (شکل‌های مختلف بارش در اتمسفر)، محاسبه نقطه شبنم و رطوبت هوا، تهیه گزارش‌های به موقع از پارامترهای جوی و ارسال آن به مرکز استان و تولید انواع مختلف بولتن‌های کشاورزی و آمار ماهانه و هفتگی می‌باشد.

## ایستگاه‌های باران سنجی تابعه
- ایستگاه باران سنجی انگوت
- ایستگاه باران سنجی زهرا (موران)
- ایستگاه باران سنجی قاسم کندی[۲۱][۲۲][۲۳]